# Apis mellifera remipes
La abeja de Georgia (Apis mellifera remipes) es una subespecie de abeja doméstica propia de la región del Cáucaso sur o Transcaucasia que comprende las repúblicas de Armenia, Georgia y Azerbaiyán.
Es difícil recabar información de la subespecie y debe aislarse de Apis mellifera armeniaca que se distribuye rodeando las montañas de Kars, Turquía, sobre el borde de la región fronteriza turca y Armenia, cuyo clima son veranos calientes e inviernos largos y fríos.
Los análisis morfométricos discriminantes de Ahmet Guler et al. diferencian esta subespecie de las otras que habitan la región,separándolas de Apis mellifera caucasica, Apis mellifera meda, y Apis mellifera anatoliaca.